# Звонко Станойоський
Звонко Стайоноський (мак. Звонко Станојоски; нар. 29 січня 1964, Прілеп) – македонський шахіст, гросмейстер від 2004 року.

## Шахова кар'єра
Від самого початку заснування держави належав до провідних македонських шахістів. 1993 року посів 2-ге місце (позаду Влатко Богдановського) на зіграному в Струзі першому чемпіонаті незалежної країни. У своєму доробку має ще золоту (2006) і бронзову (2002, позаду Ніколи Міткова і Трайко Недева) медалі, а також поділив 1-2-ге місце у 2001 році (разом з Ванко Стаменковим) і 1-3-тє місце у 2005 році (разом з Драголюбом Ячимовичем і Венці Поповим). У 1994-2008 роках сім разів у складі національної збірної взяв участь у шахових олімпіадах, а в 1999, 2003, 2007 і 2009 роках – у командних чемпіонатах Європи.
Гросмейстерські норми виконав у таких містах, як: Скоп'є (1998, поділив 1-місце разом з Васілом Спасовим), Гастінгс (2001/02, турнір Challengers, поділив 1-ше місце разом з Гленном Фліром, Кітом Аркеллом, Сергієм Азаровим і Віталієм Цешковським) і Кюстендил (2003, посів 1-ше місце). Досягнув низки інших успіхів на міжнародній арені, зокрема:
- поділив 2-ге місце в Белграді (2002, позаду Міодрага Савича, разом із, зокрема, Олегом Романишиним, Робертом Маркушом, Мілошем Перуновичем і Бошко Абрамовичем),
- поділив 3-тє місце в Струзі (2002, позаду Бранко Дамляновича і Веселина Драгєва, разом з Бояном Вуковичем і Данилом Мілановичем),
- поділив 1-ше місце в Пулі (2003, разом з Ніколою Седлаком, Йосипом Рукавиною, Огнєном Йованичем і Давором Рогичем),
- поділив 1-ше місце в Белграді (2006, разом з Душаном Райковичем, Ігорем Міладиновичем, Данилом Мілановичем і Міодрагом Савичем),
- посів 1-ше місце в Белграді (2007).

Найвищий рейтинг Ело в кар'єрі мав станом на 1 січня 2008 року, досягнувши 2529 займав тоді 3-тє місце (позаду Владіміра Георгієва і Ніколи Міткова) серед македонських шахістів.

## Зміни рейтингу
| На цьому місці має відображатися графік чи діаграма, однак з технічних причин його відображення наразі вимкнено. Будь ласка, не видаляйте код, який викликає це повідомлення. Розробники вже працюють для того, щоби відновити штатне функціонування цього графіка або діаграми. | |
| | На цьому місці має відображатися графік чи діаграма, однак з технічних причин його відображення наразі вимкнено. Будь ласка, не видаляйте код, який викликає це повідомлення. Розробники вже працюють для того, щоби відновити штатне функціонування цього графіка або діаграми. |